# Guo Shengtong
Guo Shengtong, född okänt år, död 52 e. Kr., var en kinesisk kejsarinna, gift med kejsar Han Guangwudi. Hon födde fem prinsar, men blev trots detta inte gynnad av kejsaren; när han tröttnade på hennes klagomål, försköt han henne. 